# Piri, Biri és Bori
A Piri, Biri és Bori (eredeti cím: Mike, Lu & Og) amerikai televíziós rajzfilmsorozat, amelyet a Kinofilm Animation készített. Eredetileg csak egy rövidfilmnek készült a Micsoda rajzfilm! műsorhoz, de később saját sorozatot kapott. Magyarországon és Amerikában egyaránt a Cartoon Network rajzfilmadó sugározta, de hazánkban a TV2 volt az eredeti csatorna és a Boomerangon is adták. 2012-ben visszatért a CN-re Nyári Humorfesztivál alkalmából.

## Szereplők
Piri
Egy New York-i cserediák.
Biri
Szigetlakó fiú, aki ügyes feltaláló.
Bori
A sziget királykisasszonya. Nagyon beképzelt és lusta.
Lancelot
Bori teknőse.

## Magyar változat
A szinkront a TV2 megbízásából, a Masterfilm Digital műtermeiben a TV Szinkron Kft. készítette.
Magyar szöveg:
- Csányi Zita
- Katona László

Hangmérnök:
- Takács György

Vágó:
- Bartók Klára

Gyártásvezető:
- Derzsi-Kovács Éva

Szinkronrendező:
- Kertész Andrea

Magyar hangok:
- Böhm Anita - Piri
- Hamvas Dániel - Biri
- Mezei Kitty - Bori
- Götz Anna
- Kőszegi Ákos
- Csuja Imre
- Versényi László
- Bácskai János
- Némedi Mari
- Szűcs Sándor
- Faragó András
- Bogdányi Titanilla
- Seszták Szabolcs
- Molnár Levente

és mások

## Danske Stemmer
- Peter Røschke

## Epizódok
| Évad | Évad  | Részek száma | Részek száma | Eredeti sugárzás   | Eredeti sugárzás  |
| Évad | Évad  | Részek száma | Részek száma | Évadbemutató       | Évadzáró          |
| ---- | ----- | ------------ | ------------ | ------------------ | ----------------- |
|      | Pilot | Pilot        | Pilot        | 1998. november 6.  | 1998. november 6. |
|      | 1.    | 13           | 13           | 1999. november 12. | 2000. július 14.  |
|      | 2.    | 13           | 13           | 2001. január 7.    | 2001. május 27.   |

| #            | Magyar cím                      | Angol cím                    |
| ------------ | ------------------------------- | ---------------------------- |
|              |                                 |                              |
| ELSŐ ÉVAD    |                                 |                              |
|              |                                 |                              |
| 01           | Képláda                         | The Tube                     |
| 01           | Kerékőrület                     | Roller Madness               |
|              |                                 |                              |
| 02           |                                 | Sultans of Swat              |
| 02           | Tea hármasban                   | Tea for Three                |
|              |                                 |                              |
| 03           | Lancelot elvész                 | Losing Lancelot              |
| 03           | Nagyot koppan, azután elhallgat | Buzz Cut                     |
|              |                                 |                              |
| 04           | Elefánt-séta                    | Elephant Walk                |
| 04           | Kis kedvenc                     | Palm Pet                     |
|              |                                 |                              |
| 05           | Hahó! Ki?                       | Yo Ho Who                    |
| 05           | Fiús játék                      | A Boy’s Game                 |
|              |                                 |                              |
| 06           |                                 | Whole Lotta Shakin’          |
| 06           | Mother of All Marathons         |                              |
|              |                                 |                              |
| 07           |                                 | Hot Couture                  |
| 07           | Opposites Attack                |                              |
|              |                                 |                              |
| 08           |                                 | Scopin’ It Out               |
| 08           | Good Ship Bad                   |                              |
|              |                                 |                              |
| 09           |                                 | High Rise                    |
| 09           | The Great Snipe Hunt            |                              |
|              |                                 |                              |
| 10           |                                 | JuJu Bombs                   |
| 10           | Turtle Stew                     |                              |
|              |                                 |                              |
| 11           |                                 | A Bicycle Built For Me       |
| 11           | Crowded House                   |                              |
|              |                                 |                              |
| 12           |                                 | Nobody’s Nose                |
| 12           | Scuba Doobie Doo                |                              |
|              |                                 |                              |
| 13           |                                 | High Camp                    |
| 13           | Sneeze, Please                  |                              |
|              |                                 |                              |
| MÁSODIK ÉVAD |                                 |                              |
|              |                                 |                              |
| 14           |                                 | A Learning Experience        |
| 14           | We the People                   |                              |
|              |                                 |                              |
| 15           |                                 | Money                        |
| 15           | Repeat After Me                 |                              |
|              |                                 |                              |
| 16           |                                 | Thanks, But No Thanks        |
| 16           | Hot Dog                         |                              |
|              |                                 |                              |
| 17           |                                 | That Sinking Feeling         |
| 17           | Founder’s Day                   |                              |
|              |                                 |                              |
| 18           |                                 | Giant Steps                  |
| 18           | Night of the Living Ancestors   |                              |
|              |                                 |                              |
| 19           |                                 | For the Love of Mike         |
| 19           | Sparks                          |                              |
|              |                                 |                              |
| 20           |                                 | Brave Sir Lancelot           |
| 20           | The Big Game                    |                              |
|              |                                 |                              |
| 21           |                                 | Flustering Footwear Floatsam |
| 21           | Fathers and Pies                |                              |
|              |                                 |                              |
| 22           |                                 | Who’s Got the Queeks         |
| 22           | Alfred, Lord of the Jungle      |                              |
|              |                                 |                              |
| 23           |                                 | The King of Curtains         |
| 23           | Margery the Duck                |                              |
|              |                                 |                              |
| 24           |                                 | A Freduian Split             |
| 24           | Fitness Fever                   |                              |
|              |                                 |                              |
| 25           |                                 | The Hunter and the Hunted    |
| 25           | To Serve Lu                     |                              |
|              |                                 |                              |
| 26           |                                 | The Three Amigas             |
| 26           | Sleeping Ugly                   |                              |
|              |                                 |                              |